# Zalew Kamieński i Dziwna
Zalew Kamieński i Dziwna este o arie protejată (arie de protecție specială avifaunistică — SPA) din Polonia întinsă pe o suprafață de 12.506,91 ha, integral pe uscat.

## Localizare
Centrul sitului Zalew Kamieński i Dziwna este situat la coordonatele 53°56′25″N 14°43′31″E / 53.9402°N 14.7253°E.

## Înființare
Situl Zalew Kamieński i Dziwna a fost declarat arie de protecție specială avifaunistică în octombrie 2007 pentru a proteja 37 de specii de animale.

## Biodiversitate
Situată în ecoregiunea continentală, aria protejată nu include niciun habitat protejat.
La baza desemnării sitului se află mai multe specii protejate de  păsări (37): pescăruș albastru (Alcedo atthis), rață lingurar (Anas clypeata), rață pestriță (Anas strepera), gârliță mare (Anser albifrons), gâscă cenușie (Anser anser), gâscă de semănătură (Anser fabalis), Bucephala clangula, fugaci de țărm (Calidris alpina), chirighiță neagră (Chlidonias niger), barză albă (Ciconia ciconia), erete de stuf (Circus aeruginosus), erete vânăt (Circus cyaneus), erete cenușiu (Circus pygargus), cristeiul de câmp (Crex crex), Cygnus columbianus bewickii, lebădă de iarnă (Cygnus cygnus), ciocănitoare neagră (Dryocopus martius), șoim de iarnă (Falco columbarius), șoim călător (Falco peregrinus), cocor (Grus grus), codalb (Haliaeetus albicilla), sfrâncioc roșiatic (Lanius collurio), pescăruș mic (Larus minutus), ciocârlie de pădure (Lullula arborea), ferestraș mic (Mergus albellus), ferestrașul mare (Mergus merganser), gaia neagră (Milvus migrans), gaia roșie (Milvus milvus), viespar (Pernis apivorus), ploier auriu (Pluvialis apricaria), corcodel mare (Podiceps cristatus), cresteț pestriț (Porzana porzana), chiră de baltă (Sterna hirundo), silvie porumbacă (Sylvia nisoria), călifar alb (Tadorna tadorna), fluierar de mlaștină (Tringa glareola), fluierarul cu picioare roșii (Tringa totanus).